# Dwight White
Dwight Lynn White (Hampton, 30 luglio 1949 – Pittsburgh, 6 giugno 2008) è stato un giocatore di football americano statunitense che ha giocato per tutta la carriera con i Pittsburgh Steelers, vincendo quattro Super Bowl negli anni settanta come membro della celebre linea difensiva soprannominata Steel Curtain.

## Carriera professionistica
White fu scelto nel corso del quarto giro del Draft NFL 1971 dai Pittsburgh Steelers. Soprannominato "Mad Dog" a causa della sua intensità, in carriera fu convocato due volte per il Pro Bowl. White trascorse la maggior parte della settimana che precedeva il Super Bowl IX in ospedale per una polmonite e la sua presenza in campo non era prevista. Tuttavia riuscì a giocare e mise a segno gli unici punti del primo tempo quando, grazie a un sack su Fran Tarkenton nella end zone fece registrare una safety, i primi punti della storia degli Steelers in una finale di campionato. La sua squadra batté i Minnesota Vikings per 16–6, il primo di quattro Super Bowl vinti in carriera da White. La sua carriera terminò con un numero non ufficiale di 46 sack.
Il proprietario degli Steelers Dan Rooney definì White "uno dei più grandi giocatori ad avere mai indossato l'uniforme degli Steelers". Fu inserito nella formazione ideale di tutti i tempi degli Steelers nel 1982 e ancora nel 2007.

## Palmarès

### Franchigia
- Super Bowl : 4

Pittsburgh Steelers: IX, X, XIII, XIV
- American Football Conference Championship: 4

Pittsburgh Steelers: 1974, 1975, 1978, 1979

### Individuale
- Convocazioni al Pro Bowl: 2

1972, 1973
- Formazione ideale di tutti i tempi dei Pittsburgh Steelers

## Statistiche
| Partite totali | 126  |
| Sack           | 46,0 |